# Schwarze Nebel
Schwarze Nebel, auch „Die ihre Toten essen“, (orig. Eaters of the Dead) ist ein 1976 erschienener Roman des US-amerikanischen Schriftstellers Michael Crichton.

## Handlung
Das Jahr 922: Ibn Fadlān reist als Vertreter des Kalifen von Bagdad in den Norden, um mit dem König von Saqaliba in Verbindung zu treten.
Doch bevor er ankommt, trifft er in einem Wikingerdorf auf den mächtigen Krieger Buliwyf und erlebt die traditionelle Bestattung eines verstorbenen Anführers.
Eines Tages kommt ein junger Bote des Königs Rothgar und berichtet, dass das Land von Ungeheuern heimgesucht wird. Diese Ungeheuer kommen mit dem Nebel und fressen Menschen.
Eine Wahrsagerin verkündet, dass nur dreizehn Krieger in der Lage sein werden, das Böse, das mit dem Nebel kommt, zu besiegen. Der dreizehnte Krieger darf jedoch kein Wikinger sein. Die Krieger werden nach den 12 Monden auserwählt, unter ihnen Buliwyf. Ibn Fadlān wird widerwillig zum 13. Krieger ernannt und reist mit den zwölf Kriegern nach Skandinavien, bis sie in das Königreich des Rothgar kommen. Bald darauf stehen die dreizehn Krieger einer unheimlichen Übermacht entgegen.

## Hintergrund
Der arabische Reisende Ibn Fadlān wurde bekannt durch seinen detaillierten Bericht über eine Begegnung mit schwedischen Wikingern oder Warägern an der Wolga, inklusive einer Schiffsbestattung, der Michael Crichton als Romanvorlage diente. Er vermischte den historischen Reisebericht mit Elementen des Beowulf-Epos, auf das sich die Figur des Buliwyf bezieht. Crichton übernahm den Stil des Berichtes für seinen Roman, um der Geschichte Authentizität zu verleihen.

## Verfilmung
Das Buch wurde 1999 unter der Regie von John McTiernan als Der 13te Krieger verfilmt, mit Antonio Banderas als Ibn Fadlān und Vladimir Kulich als Buliwyf.